# Henri Pitot

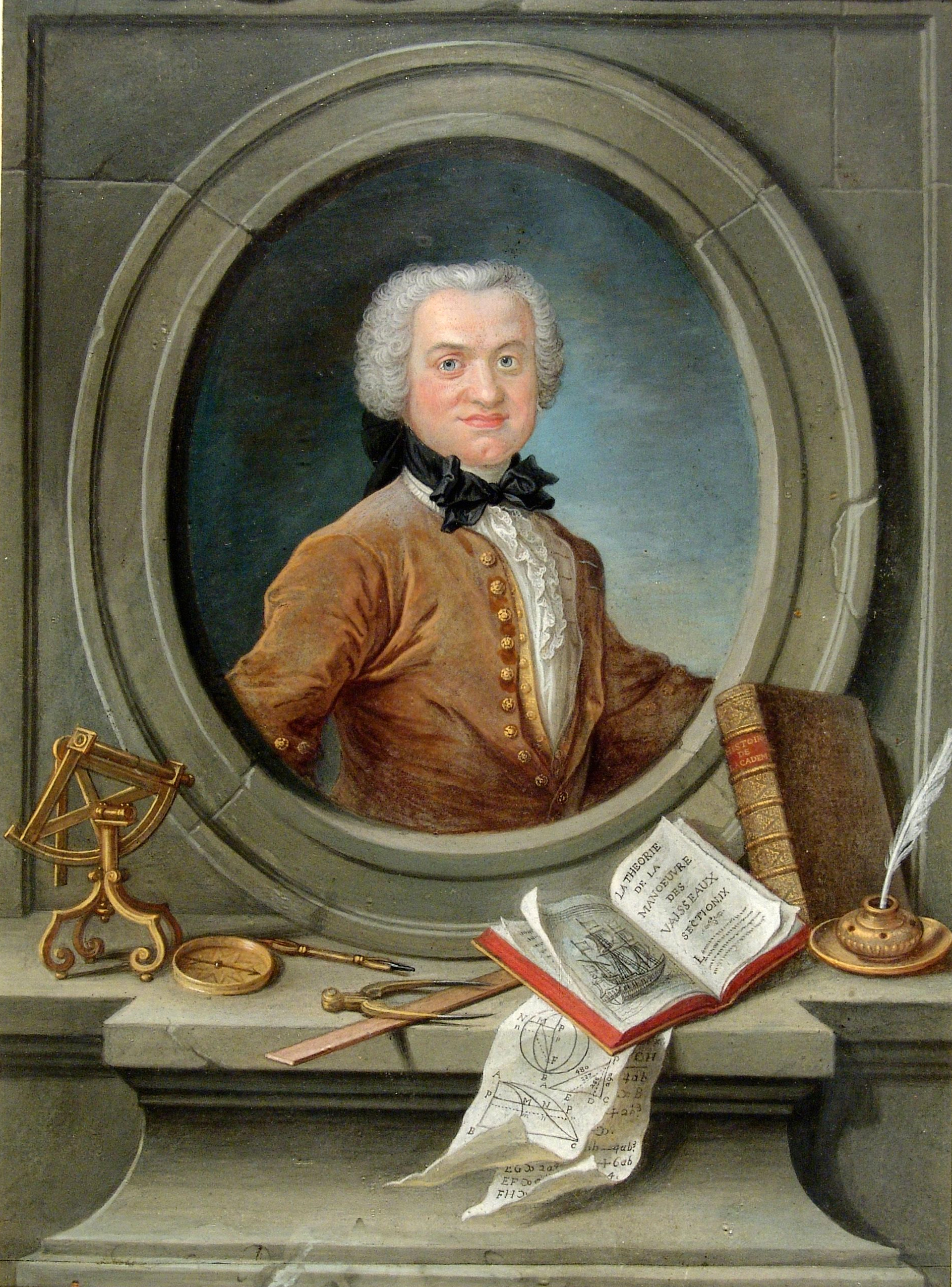
Henri Pitot

Henri Pitot (Aramon, Languedoc, Francia, 3 de mayo de 1695-íd. 27 de diciembre de 1771) fue un ingeniero y físico francés. Fue militar y estudió matemáticas por su cuenta.
En 1723 fue nombrado asistente del gran físico Réaumur, y en 1724 entró en la Academia de Ciencias.
Se le nombró ingeniero jefe de los estados del Languedoc, construyendo el acueducto de Saint-Climent. También acometió la desecación de pantanos, la construcción de puentes y saneamientos en las ciudades del Languedoc.
Inventó el tubo que lleva su nombre (el Tubo de Pitot) en 1732, que permite calcular la velocidad de un caudal, anunciándolo como instrumento de medida de la velocidad de un flujo, algo que demostró al medir la velocidad del Sena.
- Datos: Q505118
- Multimedia: Henri de Pitot / Q505118